# マニウ
マニウ（Manyú）とはインド神話の神。『リグ・ヴェーダ』にはこの神に捧げられた二つの独立讃歌（10.33、10.34）が収められている。二つの讃歌は「マニユ・スクタ」と呼ばれる。怒りや戦闘時の激情を神格化した神で、その讃歌も戦いの際にマニウの助勢を請う内容となっている。
アグニのように輝き、インドラのように勝利をもたらす軍神。また、ヴァルナとともに自軍に財宝を与える。マルト神群を伴って戦い、「ヴァジュラ」（雷撃）と呼びかけられる。
「マニウ・スクタ」以外ではインドラ讃歌の一部（10.73）に名前があげられている。